# Hotel Ibis
Ibis este un lanț hotelier internațional deținut de grupul Accor. Deține un număr de 767 hoteluri în întreaga lume din care peste 370 în Franța iar majoritatea celorlalte hoteluri în restul Europei. Hotelurile sunt de obicei amplasate în apropierea gărilor sau aeroporturilor. Primul hotel Ibis a fost deschis la Bordeaux în 1974.
In mai 2022, brandul Ibis este prezent in Romania doar cu 2 hoteluri: unul la Bucuresti si unul la Timisoara: ibis Bucuresti Politehnica si ibis Timisoara.
În martie 2008, Ibis deținea în România 3 hoteluri:
- Hotel Ibis Nord București 3* - 250 camere - deschis în aprilie 2001
- Hotel Ibis Constanța 3* - 154 camere - deschis în aprilie 2005
- Hotel Ibis Parlament București 3* - 161 camere - deschis în mai 2005